# Martin P6M SeaMaster
Martin P6M SeaMaster – amerykański bombowiec strategiczny, wodnosamolot z napędem odrzutowym, wyprodukowany w drugiej połowie lat 50. XX wieku przez wytwórnię Glenn L. Martin Company dla United States Navy.

## Historia

### Geneza
Wraz z atakami atomowymi na Hiroszimę i Nagasaki w 1945 roku w arsenale Stanów Zjednoczonych znalazła się broń jądrowa. Na początku drugiej połowy lat 40. rozwój techniki rakietowej był jeszcze na tyle niedojrzały, iż jedynymi zdolnymi do przenoszenia ładunków nuklearnych środkami bojowymi były strategiczne samoloty bombowe należące do United States Army Air Forces (od 1947 roku, wyodrębnione ze struktur United States Army, już samodzielne United States Air Force). Tym niemniej, w okresie narastającej „zimnej wojny”, pozostałe rodzaje amerykańskich sił zbrojnych również były zainteresowane uzyskaniem dostępu do arsenału nuklearnego i jego kontroli. Z góry na straconej pozycji stały wojska lądowe - United States Army. Pierwsze bomby ważyły po kilka ton, a ich miniaturyzacja i stworzenie taktycznych ładunków jądrowych miała dopiero nadejść. Siłą rzeczy wojska lądowe nie były w stanie skutecznie zaatakować Moskwy atomowymi pociskami. Drogę ku temu widziała jednak amerykańska marynarka. Jednym z możliwych do realizacji scenariuszy było podpłynięcie do wybrzeży Związku Radzieckiego i zaatakowanie jego stolicy przez samoloty pokładowe. Zrealizować miał to projektowany lotniskowiec USS „United States”, o pokładzie lotniczym długim na 341,4 metra, z którego miałyby startować ciężkie bombowce pokładowe ADR-42 (o masie startowej do 42 ton), zdolne do zabrania na pokład bomb atomowych i z zasięgiem wystarczającym do lotu nad Moskwę i z powrotem na pokład okrętów. Uznano jednak, że zdecydowanie lepszą metodą zaatakowania stolicy wrogiego bloku będzie jej bombardowanie przez należące do Strategic Air Command strategiczne bombowce Convair B-36 Peacemaker i cały projekt superlotniskowca anulowano. Nie był to jednak koniec starań marynarki o kontrolę nad przynajmniej częścią arsenału nuklearnego. Skoro jedynym w owym czasie, skutecznym środkiem ataku jądrowego był strategiczny bombowiec, w US Navy uznano, iż również marynarka będzie takowy posiadać.

### Projekt

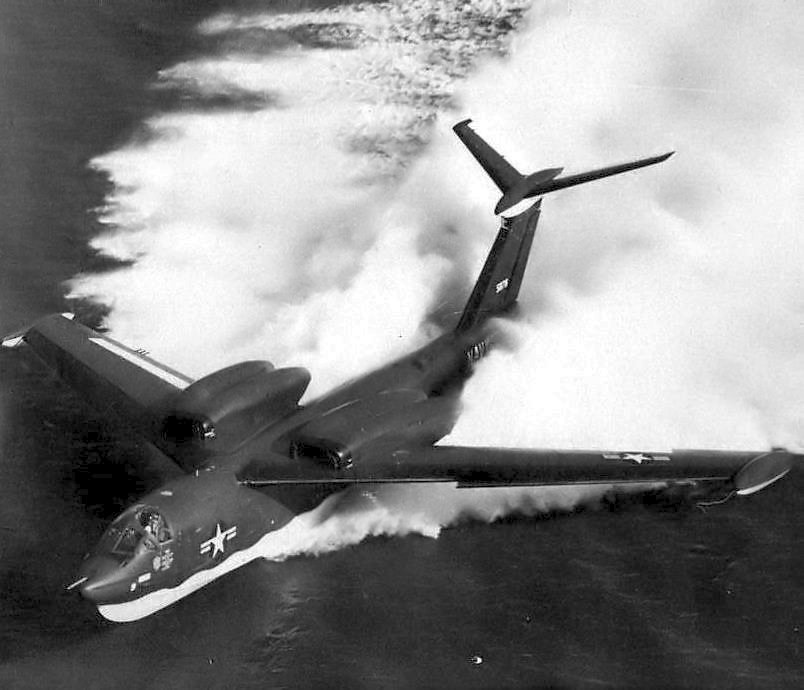
Martin P6M SeaMaster

Przyjęto, iż najlepszym układem konstrukcyjnym do zadań jakie ma spełniać, będzie wodnosamolot z napędem odrzutowym. Taki układ miał kilka niebagatelnych zalet. Wodnosamolot uniezależniony był od klasycznych lotnisk i ich infrastruktury. W przypadku wojny atomowej i zniszczenia przez radzieckie lotnictwo amerykańskich baz wojskowych, wodnosamolot nadal mógł być w pełni operacyjną maszyną, bez potrzeby korzystania z lotniskowej infrastruktury. Dysponował bardzo dużym zasięgiem, nawet pomimo zastosowania paliwożernych, wczesnych silników odrzutowych. W tym celu miał mieć możliwość pobierania paliwa od zanurzonych na niewielkiej głębokości okrętów podwodnych. Związek Radziecki miał bardzo długą granicę morską. Dawało to możliwość ataku z wielu stron, uzupełniając wcześniej paliwo z zanurzonego na wodach przybrzeżnych ZSRR okrętu podwodnego. Całą zapoczątkowaną w 1949 roku strategię takiego ataku przy użyciu wodnosamolotów nazwano Seaplane Strike Force (Siłami Uderzeniowymi Wodnosamolotów). Wymagano, aby nowy samolot był zdolny do wykonywania przelotów na dystansie 2400 km, z ładunkiem bojowym 13 600 kg, lecąc na niewielkiej wysokości z prędkością okołodźwiękową. W kwietniu 1951 roku ogłoszono wymagania, jakie musiała spełniać nowa maszyna, na które odpowiedziały dwie wytwórnie, Glenn L. Martin Company i Convair. Do realizacji, jako bardziej obiecujący wybrano projekt Martina.

### XP6M-1
Prace nad nową maszyną oznaczoną początkowo jako Model 275 rozpoczęto w wytwórni Glenn L. Martin Company w 1952 roku. Zaprojektowano samolot w układzie górnopłatu, z usterzeniem w kształcie litery T, napędzanego czterema silnikami turboodrzutowymi. Początkowo zamierzano wykorzystać jednostki Westinghouse J40-WE-18, jednak z powodu trwania ciągłych prac nad ich dopracowaniem, wybrano licencyjną wersję brytyjskiego Rolls-Royce Olympus, Wright YJ67-W. Jednak i tym silnikom nie dane było znaleźć się na pokładzie prototypu, gdyż ostatecznie wybrano jednostkę Allison J71-A-4. Silniki umieszczona po dwa po obu stronach kadłuba w niewielkiej odległości od niego, w gondolach znajdujących się na górnych powierzchniach skrzydeł. W każdej z gondoli umieszczono po dwa silniki z wspólnym, spłaszczonym wlotem powietrza, rozdzielającym się na dwa kanały dolotowe w środku. Każda z jednostek napędowych miała oddzielną dyszę wylotową, poza krawędzią spływu skrzydła. Jak wykazały prowadzone naziemne badania, zbyt bliskie umieszczenie silników w stosunku do kadłuba powodowało jego zbyt duże nagrzewanie przez uchodzące z dopalacza gazy silnikowe, a przez to jego deformacje. Tym samym używanie dopalacza silników dozwolone było tylko przez silniki zewnętrzne, najdalej odsunięte od kadłuba. Z kolei w wybudowanych maszynach przedseryjnych, osie silników odsunięto od osi symetrii kadłuba o 5°. Zastosowano skrzydła o ujemnym wzniosie i 40° skosie. Na ich końcach zamontowano niewielkie pływaki stabilizujące samolot znajdujący się na powierzchni wody. Pięcioosobowa załoga prototypu, składająca się z dwóch pilotów, nawigatora i jednocześnie operatora minowania, radiooperatora oraz strzelca pokładowego i operatora systemów obronnych samolotu w jednej osobie, miała do dyspozycji całkowicie hermetyczną kabinę. Jeszcze na etapie pierwszego prototypu załogę ograniczono do czterech osób, pozostawiając dwóch pilotów, technika pokładowego i nawigatora-operatora systemu minowania.

### Uzbrojenie

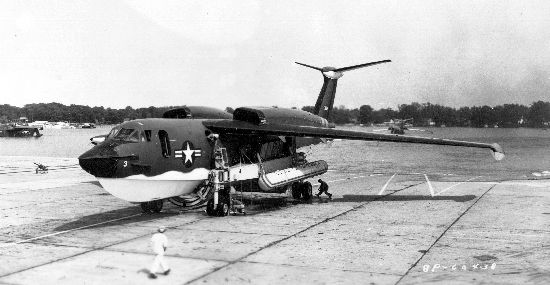
Martin P6M SeaMaster na rampie

Uzbrojenie samolotu przenoszone było w rewolwerowym zasobniku. Jedna jego strona tworzyła dno poszycia samolotu. W przypadku gdy maszyna miała dokonać zrzutu przenoszonego uzbrojenia, całość obracała się wokół własnej osi o 180°, umożliwiając zrzut ładunku. Dzięki takiemu rozwiązaniu wyeliminowano tradycyjną komorę bombową, której drzwi mogłyby przepuszczać wodę do środka kadłuba. Otwarte podczas zrzutu drzwi bombowe mogły też stymulować powstawanie drgań całej konstrukcji przez odrywające się od powierzchni kadłuba opływające go strugi powietrza. Dzięki rewolwerowej konstrukcji i otwieranemu na górze kadłuba lukowi, umożliwiającemu dostęp do komory uzbrojenia, możliwy był również załadunek uzbrojenia podczas postoju samolotu na wodzie. Wykorzystywano do tego specjalny dźwig znajdujący się na pokładzie samolotu, który podczas załadunku montowany był na górze kadłuba. Pierwotnie maszyna miała być dodatkowo wyposażona w stanowisko strzeleckie z dwulufowym, zdalnie sterowanym działkiem kalibru 20 mm, znajdującym się na końcu kadłuba, jednak żadna z wybudowanych maszyn go nie otrzymała. W rewolwerowym zasobniku samolot mógł przenosić pojedynczą bombę termojądrową MK28 lub dwie bomby atomowe MK91. Zamiast bomb można było umieścić na pokładzie szeroki asortyment min morskich przeznaczonych do zrzutu z samolotu. Były to miny typu MK36 (28 sztuk), MK39 (8 sztuk), MK25 (15 sztuk), MK50 (36 sztuk), MK52 (15 sztuk), MK19 (15 sztuk) i MK10 (5 sztuk). Obok zadań ofensywnych przewidziano również prowadzenie zadań o charakterze rozpoznawczym. W tym celu maszyna zabierała na pokład aparat fotograficzny do zdjęć wykonywanych z dużej wysokości i zestaw 27 bomb oświetlających typu M120 (T9E8) do wykonywania zdjęć w nocy.

### Badania w locie
Badania prowadzono na wodach Zatoki Chesapeake. Usatysfakcjonowana postępem prac i całym projektem marynarka, 28 stycznia 1955 roku złożyła zamówienie na sześć egzemplarzy przedseryjnych. Gotowy prototyp, oznaczony jako XP6M-1 o numerze seryjnym BuNo 138821, do swojego pierwszego lotu wzniósł się 14 lipca 1955 roku. Pierwszy loty prototypu przebiegały pomyślnie. W listopadzie 1955 roku po raz pierwszy zaprezentowano samolot publicznie, do tej pory cały projekt objęty był klauzulą tajności. Podczas listopadowego pokazu, prototyp w locie miał okazję oglądać ówczesny Szef Operacji Morskich amerykańskiej marynarki, admirał Arleigh Burke, który z uznaniem wypowiedział się o zaprezentowanym mu samolocie. 7 grudnia 1955 roku doszło do katastrofy prototypowej maszyny, w której zginęła cała czteroosobowa załoga znajdująca się na pokładzie, między innymi jeden z najbardziej doświadczonych w lotach na wodnosamolotach pilotów marynarki, komandor podporucznik Victor Utgoff. Powodem była awaria siłownika statecznika poziomego, jednak nie udało się dociec źródła awarii. Maszyna rozbiła się w nurtach rzeki Potomak. W następstwie awarii kabinę załogi wyposażono w katapultowane fotele, zmodyfikowano siłownik steru poziomego, wzmocniono system symulacji sił na efektorach układu sterowania. 18 maja 1956 roku oblatano drugi prototyp BuNo 138822. Grudniowa katastrofa nie zniechęciła US Navy i 31 sierpnia 1956 roku marynarka złożyła zamówienie na 24 maszyny seryjne oznaczone jako P6M-2. Błąd w obliczeniach przy modernizowaniu statecznika poziomego po pierwszej katastrofie był przyczyną jego awarii 9 listopada 1956 roku. Drugi prototyp podczas lotu utracił całkowicie stateczność wzdłużną, wpadł w niekontrolowane wibracje i w konsekwencji rozpadł się w powietrzu. Dzięki wyrzucanym fotelom cała załoga uratowała się na spadochronach. Pomimo obydwu katastrof program kontynuowano.

## YP6M-1

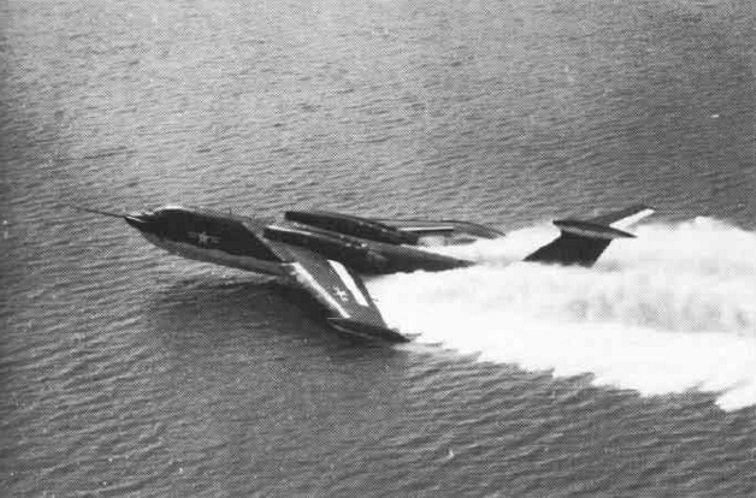
Startujący YP6M-1

Wybudowano wszystkie sześć zamówionych egzemplarzy przedseryjnych oznaczonych jako YP6M-1, które posłużyły do dalszych badań. W porównaniu do utraconych prototypów wyposażono je w mocniejsze silniki Allison J71-A-6, odchylono oś silników od osi symetrii samolotu oraz zmniejszono zakres kąta zaklinowania statecznika poziomego. Testowano na nich sterowność i stabilność samolotu, wykonano testy hydrodynamiczne i badania napędu samolotu. Na trzecim egzemplarzu maszyn przedseryjnych o numerze seryjnym BuNo 143824 po raz pierwszy zamontowano elektroniczny system minowania i nawigacji AN/ASQ-29 (XN-1). Ostatnie trzy samoloty przedseryjne (BuNo 143825, 143826 i 143827) wykorzystano w testach zrzutu uzbrojenia, obsługi technicznej, autopilota i minowania.

## PM6-2
Przystąpiono również do budowy zamówionych przez US Navy samolotów seryjnych oznaczonych jako PM6-2, ale nie całej, zamówionej wstępnie przez marynarkę serii 24 sztuk. Pierwsze zamówienie już 28 czerwca 1957 roku zmniejszono do 18 samolotów. 24 listopada 1958 roku jeszcze bardziej je okrojono, ograniczając produkcję do 8 egzemplarzy. Seryjne samoloty wyposażono w nowe silniki Pratt & Whitney J75-P-2, pozbawione dopalacza. Wyposażono je standardowo w system nawigacyjny i autopilota oraz system umożliwiający pobieranie paliwa w locie od samolotów - latających cystern. Dodatkowo PM6-2 same również mogły pełnić rolę latającej cysterny. W tej roli testowany był samolot o numerze seryjnym BuNo 145878. Przekonstruowano oszklenie kabiny załogi, polepszając tym samym widoczność. Równolegle rozpoczęto przygotowania do tworzenia infrastruktury do realizacji strategii Siły Uderzeniowe Wodnosamolotów. Do roli okrętów zaopatrzeniowych miały być początkowo przeznaczone cztery jednostki nawodne i jeden okręt podwodny. Z ostatecznej sumy ośmiu zamówionych samolotów seryjnych udało się ukończyć jedynie cztery egzemplarze. Pierwszy z nich o numerze BuNo 145878 ukończono na początku 1959 roku, pozostałe zaś latem tego samego roku – BuNo 145877 jako drugi, BuNo 145879 jako trzeci i BuNo 145876 jako ostatni. Pozostała czwórka od numeru BuNo 145880 do BuNo 145873 nigdy nie została ukończona, a zakończenie całego programu zastało je na etapie wyposażania.

## Zakończenie programu
W sierpniu 1959 roku cały program budowy został anulowany. Powodów takiej decyzji było kilka. Marynarka nie była przygotowana do obsługi samolotu w jego potencjalnych misjach uderzeniowych i nie dysponowała okrętami podwodnymi mogącymi dostarczać paliwo maszynie podczas dalekodystansowych lotów. Przeznaczone wstępnie do tych zadań jednostki były okrętami starymi, które z całą pewnością nie nadawały się do wypełniania swoich zadań u brzegów Związku Radzieckiego. Pomimo tego, że PM6-2 charakteryzował się dobrymi osiągami i w opinii latających na nim załóg był dobrą maszyną (m.in. mógł poszczycić się większą prędkością niż wchodzący na uzbrojenie Boeing B-52 Stratofortress), to jednak jednostki napędowe nadal sprawiały problemy techniczne, a koszty całego programu rosły. Marynarka wreszcie miała otrzymać duże lotniskowce, których długi pokład lotniczy umożliwiał operowanie z nich maszyn o dużej masie, zdolnych do przenoszenia atomowych środków rażenia. Głównym powodem rezygnacji US Navy z PM6-2 był jednak trwający już od 1955 roku program budowy balistycznych pocisków rakietowych, przeznaczonych do przenoszenia przez okręty podwodne z napędem nuklearnym, który w konsekwencji doprowadził do stworzenia systemu Polaris. Jego dużym orędownikiem, wspierającym marynarkę w jej dążeniach do uzyskania własnego, niezależnego od US Air Force arsenału nuklearnego opartego na okrętach podwodnych, był admirał Arleigh Burke. Atak z wykorzystaniem pocisków rakietowych dawał zdecydowanie większe szanse powodzenia niż klasyczny nalot bombowy. Wytwórnia opracowywała jeszcze wariant samolotu przeznaczony do lotów pasażerskich oraz prowadziła krótko prace studyjne nad napędem samolotu, którym miał być reaktor jądrowy, ale szybko wszelkie prace nad P6M-2 zarzucono. Do czasów współczesnych nie zachował się żaden kompletny egzemplarz samolotu. Dwa ogony maszyny, sekcja kadłuba i pływaki ze skrzydeł można oglądać w Glenn L. Martin Maryland Aviation Museum mieszczącym się w Baltimore.